# Richard Kidder
Richard Kidder (1633–1703) – duchowny anglikański, biskup i teolog.

## Życiorys
Richard Kidder urodził się w 1633 roku w East Greenstead. Jego ojciec był posiadaczem ziemskim. Od roku 1649 kształcił się w Emmanuel College w Cambridge. Potem pełnił wiele funkcji kościelnych. Był rektorem St. Martin’s w Londynie, proboszczem Norwich (1681), dziekanem Peterborough (1689). W 1691 roku został powołany na ordynariusza diecezji Bath i Wells. Zginął tragicznie nocą 27 listopada 1703 roku we własnym domu podczas wielkiej wichury, przygnieciony wraz z żoną w łóżku przez walący się komin, którego gruzy przebiły sufit i wpadły do sypialni. Richard Kidder miał dwie córki, Ann, która zmarła niezamężna, i Susannę (Susannah), która poślubiła Richarda Everarda.

## Twórczość
Richard Kidder był uczonym, teologiem. Jego najbardziej znanym dziełem jest traktat A Demonstration of the Messias, in which the Truth of the Christian Religion is proved, against all enemies thereof; but especially against the Jews, mający charakter obrony dogmatyki chrześcijańskiej w aspekcie soteriologicznym, polemizującej z wierzeniami innych religii, a w szczególności wyznawców judaizmu.